# Домовая сеть
Домова́я сеть (сокращённо ДС) — разновидность локальной сети, позволяющая пользователям нескольких компьютеров обмениваться данными, играть в сетевые игры и выходить в Интернет, проложенная в пределах одного здания (обычно жилого) или объединяющая несколько близлежащих зданий.

## Технология
Традиционно домовые сети используют различные типы Ethernet.
Имеется тенденция по внедрению Wi-Fi.
Помимо самой сети, ДС обычно включают в себя серверы.

## Классификация

### Квартирная сеть
Сеть, проложенная внутри одной квартиры, как правило принадлежащая одному человеку и им же поддерживаемая.
В случае использования Ethernet имеет один коммутатор или не имеет его вовсе,
в случае Wi-Fi основана на одной точке доступа.
Этот тип ДС соответствует англоязычному термину SOHO network.

### Собственно домовая сеть
Объединяет пользователей нескольких компьютеров,
добровольно стремящихся обмениваться информацией и удешевить доступ к Интернет.
Ввиду добровольности, не обязательно все имеющиеся в зоне охвата ДС компьютеры к ней подключены.
Такая сеть обычно охватывает несколько подъездов жилого дома, чаще дом целиком,
а нередко и несколько близко расположенных жилых домов или иных зданий. Студенческие общежития часто охватываются домовыми сетями.
Зона охвата сети определяется главным образом расположением коммутаторов.
Каждое здание имеет минимум один коммутатор Ethernet,
между собою здания чаще всего соединены подвесными линиями (воздушками).
Юридическая основа существования такой сети может быть разной:
или никакой, или добровольным некоммерческим объединением пользователей,
или частным коммерческим предприятием.

### Локальная сеть ISP
Технологически похожа на предыдущий тип, хотя охватывает обычно одно здание.
Такие сети иногда строятся или покупаются некоторыми широкополосными ISP
для привлечения клиентской базы и удешевления себестоимости доступа в Интернет (см. Последняя миля).
Состоит из собственно сети и порта (канала) доступа в Интернет.
Юридически обычно принадлежит самому ISP,
хотя бывают случаи что сеть остаётся в собственности коллектива абонентов,
которому ISP обеспечивает доступ в Интернет по договору.

### Ethernet Provider
Крупные, объединяющие много домов и насчитывающие от 70 пользователей сети
являются обычно коммерческими юридическими лицами,
предоставляющими услуги связи за абонентскую плату.
В таких сетях нередко встречаются маршрутизация и VPN. В Москве развитие подобных проектов стартовало в конце 1990-х годов. Также намечается тенденция к расширению набора услуг в таких сетях: некоторые провайдеры Москвы уже с середины 2006 года предоставляют услуги просмотра цифрового телевидения.

## Распространение
«Квартирные» сети распространены по всей стране. Остальные 3 типа шире всего распространены в крупных городах, таких как Москва, Санкт-Петербург, Екатеринбург и Новосибирск, хотя встречаются и в густонаселённых районах менее крупных городов. В Западной Европе и на американском континенте ДС развиты слабо.